# 広府鎮
広府鎮（こうふ-ちん）は、中華人民共和国河北省邯鄲市永年区に位置する鎮。建築や城壁、広々とした堀を通して明代の中国の都市の外観を保存する広府古城は、広府鎮に存在する。広府古城は2017年に中華人民共和国国家観光局により広府古城景区として中国の観光地等級AAAAAに指定された。

## 名称
広府鎮は明代の府の一つである広平府の中心があった場所であり、「広府」という鎮の名は広平府の音が脱落したものである。この名称は漢代に初めて鎮の名称として用いられた。
北周には、洺河近くにあることから名付けられた洺州として知られた。嘗ての広年県（後の永年県）や現在の永年区の名称から永年（「長寿」）としても知られてきた。

## 地理
広府鎮は邯鄲市永年区にあり、永年沼地の中心部に位置している。

## 歴史

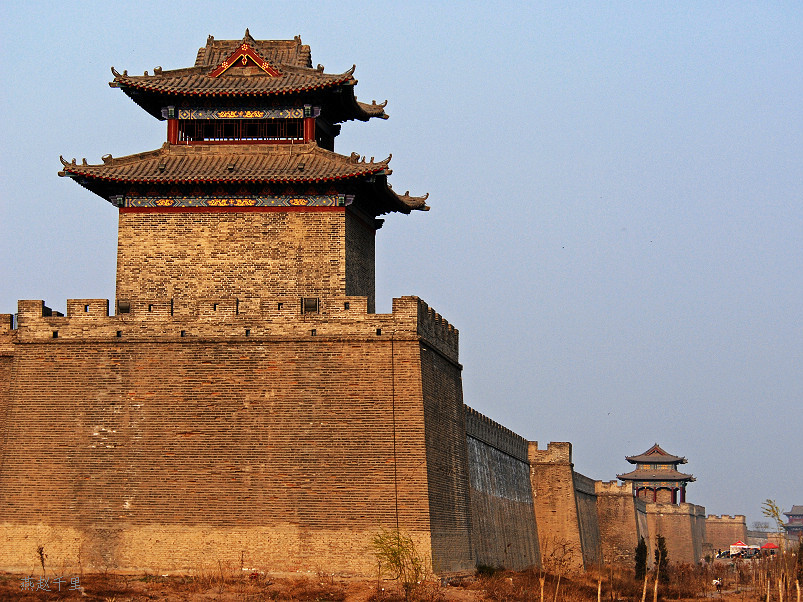
市内を見渡す明様式の監視塔の一つ

城壁

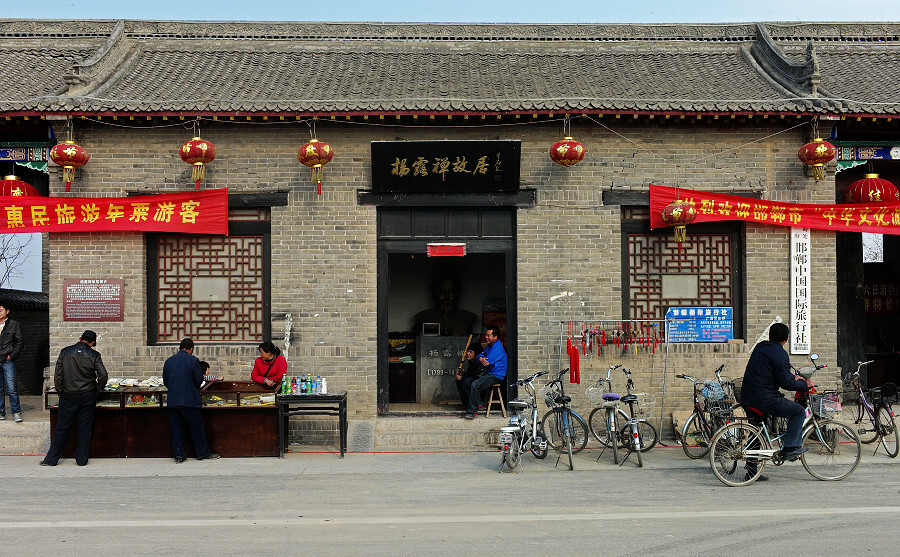
楊露禅の旧宅

鎮の堀のそばで歩き回る人々

広府鎮周辺は歴史に現れるころから典型的な沼地であった。広府鎮自体は紀元前6世紀頃の春秋時代に初めて定住が行われた。周時代には晋の一部を形成し、戦国時代には趙の一部を形成した。秦朝の下で邯鄲郡の一部を形成した。
隋末、竇建徳の建てた「夏国」（618年 - 621年）の首都として機能した。当時鎮は黄河の南の地点から幽州や高句麗へと東北に走る主要な道路上にあった。竇建徳が淮安郡王李神通を捕えると、広府鎮の牢に拘禁された。竇建徳が621年の虎牢の戦いで捕えられると、騎兵数百騎が首都に退却後、勝利を得た唐に鎮を明け渡した。竇建徳の処刑後、夏の将であった劉黒闥は東突厥の助けを得て621年後半に広府鎮近くで唐を破り、再び反乱を勢いづかせた。「漢東王」を称した劉は、洺州を首都とした。唐の太宗は近くの洺河の堰を決壊させて劉黒闥を破り、漢東軍の大半が壊滅した。劉黒闥は再び東突厥の助けを得て侵攻したが敗れ、623年1月に洺州で処刑された。
広府鎮の現在の城壁は、唐（7世紀-9世紀）に築かれた東側の城壁から始まり、元（13世紀-14世紀）と明（14世紀-17世紀）の時代に組積造で造られた。
広府城内の1.5km2の歴史区域は、中国の改革開放以降一新され、明代の鎮の景観を真似た建築様式となっている。
ホレス・ウィリアム・ハウルディングの南直隷宣教団（福音会）が1905年、鎮にプロテスタント教会を開設した。初期はキャサリン・エウォルドが監督した。

## 太極拳と大衆文化
清の時代であった19世紀には、世界の太極拳の最大流派の二つ楊式太極拳と武式太極拳の創設者楊露禅と武禹襄にとっての本拠地であった。楊露禅と武禹襄の旧宅は、その生活と太極拳の流派を称えて公設の博物館に転用されている。
2007年にCCTVのドラマ『広府太極伝奇』のロケが鎮で行われ、2010年に放映された。

### 文献目録
- The Directory & Chronicle..., Hong Kong: Hongkong Daily Press, (1909).
- Andersson, J.G. (1943), “Researches into the Prehistory of the Chinese”, Bulletin, No. 15, Stockholm: Museum of Far Eastern Antiquities.
- De Sesmaisons, François (2014), "Cette Chine que J'Aime..." Jean de Guébriant, Missionaire Breton au Siècle des Missions, Saint-Denis: Publibook. （フランス語）
- Fitzgerald, Charles Patrick (1933), Son of Heaven: A Biography of Li Shih-Min, Founder of the T'ang Dynasty, ケンブリッジ: ケンブリッジ大学出版局.
- Playfair, George Macdonald Home (1879), The Cities and Towns of China, 香港: Noronha & Co.
- Tiedemann, Rolf Gerhard (2009), Reference Guide to Christian Missionary Societies in China from the Sixteenth to the Twentieth Century, Abingdon: Routledge.